# محمد سالم (لاعب كرة قدم سعودي)
محمد سالم لاعب كرة قدم سعودي و يلعب في مركز مدافع و يلعب حالياً مع نادي الرائد.
كانت بداياته مع نادي الجبلين و وقع مع الاتحاد في عام 2006 و في عام 2012 وقع مع القادسية و لعب معهم 6 أشهر و وقع مع نادي الفيصلي في عام 2012 و وقع مع نادي الشباب عام 2017 و انتقل إلى نادي الرائد في عام 2021.

## روابط خارجية
- محمد عبد الله سالم على موقع قاعدة بيانات كرة القدم.إي يو (الإنجليزية)
- محمد عبد الله سالم على موقع Soccerway.com (الإنجليزية)
- محمد عبد الله سالم على موقع كووورة